# The north end
the north end（ザ ノースエンド）は日本のロックバンドである。2001年結成。

## メンバー
- Koshiro Imachi(いまちこうしろう) (vocals)
  - 福岡県出身
- Kazutoshi Eguchi(えぐちかずとし) (guitar)
  - 神奈川県出身
  - Felid（フェリド）という名義でソロでも活動中
- Akio Ikeda(いけだあきお) (bass guitar)
  - 島根県出身
- Ryo Nakamura(なかむらりょう) (drums)
  - 山梨県出身
  - ニーネでもサポートドラムとして活動中

### 元メンバー
- Yuya Otani(おおたにゆうや) (drums)

## ディスコグラフィー

### アルバム
- the north end（2003年12月10日 / RIP-30 ）
  1. ただ歩くだけ
  2. 一握の想い
  3. 白い世界
  4. 光の先
  5. 帰り道
  6. 茜空
  7. 存在
  8. 消えた叫び

- 幻想平和にさよなら goodbye illusion peace（2008年2月1日 / 64NT-0004 ）
  1. 浪費する傍観者（Wasting Watcher）
  2. 口先が叫ぶ（Empty Shout）
  3. 国とその人（Country and One）
  4. 理由のないはじまり（Birth）
  5. 無題（No title）
  6. 天国のイマジン（”imagine” in heaven）
  7. SCENE57（SCENE57）
  8. 幻想平和にさよなら（Goodbye Illusion Peace）

### ミニアルバム
- I am Japanese!（2008年6月7日 / 64NT-0005 ）
  1. Introduction ～ I am Japanese! ～ 浪費する傍観者（Wasting Watcher） ～ 口先が叫ぶ（Empty Shout） ～ 国とその人（Country and One） ～ 理由のないはじまり（Birth） ～ SCENE57 ～ 天国のイマジン（“imagine” in heaven）

- reading mix（2009年12月9日 / 64NT-0006 ）
  1. I am Japanese!
  2. 労働者階級のウタ
  3. 削れた賽の目
  4. 天国のイマジン
  5. 言の葉の波
  6. このアルバムにある多くの矛盾も僕が生きてるって証なんだろう

### コンピレーション
- V/A "ENIGMATIC PROGRESSIVE SAMPLER VOL.3" (RIP LABEL)
- V/A "果実" (RIPERIPS RECORDS)
- V/A "...out of this world 3" (STEP UP RECORDS)
- V/A "...out of this world 4" (STEP UP RECORDS)
- V/A "cosmicnote10" (cosmic note)

### シングル
- 3songs（2005年8月6日 / 64NT-0001 ）
  1. その中で消えかけたもの
  2. トオクニカゲ
  3. グッバイ

- 4songs（2006年11月11日 / 64NT-0002 ）
  1. 青息吐息
  2. 口先が叫ぶ
  3. その猜疑心を捨てろ
  4. ハッピーエンドロール

### ライブアルバム
- LIVE MIX 2010 LIMITED EDITION（2010年7月17日 / 64NT-0007 ）
  1. I am Japanese! ～ 浪費する傍観者 ～ 口先が叫ぶ ～ 削れた賽の目 ～ 国とその人 ～ SCENE57 ～ 言の葉の波

- LIVE MIX 2010 LIMITED EDITION VOL.2（2010年7月17日 / 64NT-0008 ）
  1. 労働者DUB ～ 労働者階級のウタ ～ 国とその人 ～ I am Japanese! ～ 言の葉の波

- LIVE MIX 2010 LIMITED EDITION VOL.3（2010年7月24日 / 64NT-0009 ）
  1. I am Japanese! ～ 浪費する傍観者 ～ 国とその人 ～ 賽の目DUB ～ 削れた賽の目 ～ 理由のないはじまり

## 64THNOTE
- the north endメンバーが運営する自主レーベル。2005年に3songsをリリースしてから運営中。全国発売の音源以外にも、ライブ会場限定のCDR音源や、ギター江鬮のソロプロジェクトFelid（フェリド）などもリリースしている。